# Cangjiepian
El Cangjiepian, también conocido como los Tres Capítulos (三倉, sāncāng), fue una cartilla china de circa 220 a. C. y prototipo de los diccionarios chinos. Li Si, canciller de la dinastía Qin (221-206 a. C.), lo compiló con el propósito de reformar el chino escrito en el nuevo estándar ortográfico de Escritura de sello pequeño. A partir de la dinastía Han (206 a. C. - 221 d. C.), muchos eruditos y lexicógrafos ampliaron y anotaron el Cangjiepian. Al final de la dinastía Tang (618–907), se había convertido en una obra perdida, pero en 1977, los arqueólogos descubrieron un alijo de (c. 165 a. C.) textos escritos en tiras de bambú, incluidos fragmentos del Cangjiepian.

## Título
El título epónimo Cangjiepian deriva del héroe cultural Cangjie, el legendario historiador del Emperador Amarillo e inventor de la escritura china . Según la mitología china, Cangjie, que tenía cuatro ojos y un conocimiento extraordinario, creó los caracteres chinos después de observar fenómenos naturales como las huellas de pájaros y animales.
En el uso del chino estándar moderno, el nombre "Cangjie" se conoce y usa más comúnmente en el método Cangjie de ingresar caracteres chinos en una computadora, en lugar del antiguo protodiccionario Cangjiepian.
En el nombre Cāngjié o Cāng Jié, cāng 倉/仓 significa "galpón; depósito" y a veces se escribe 蒼/苍 "verde oscuro; cian; gris; ceniciento", que es un apellido chino común. El carácter 頡/颉 solo se pronuncia jié en este nombre, y generalmente se pronuncia xié "estirar el cuello; volar (de pájaros)".
El piān 篇 en Cangjiepian originalmente significaba " tiras de bambú utilizadas para escribir (antes de la invención del papel)", que se extendió semánticamente a "hoja (de papel / etc.); pieza de escritura; artículo; capítulo; sección; libro". Los sinólogos Li Feng y David Branner describen el pian como "unidad textual separada". El Cangjiepian original, como la mayoría de los libros de la era Qin y Han, fue escrito en tiras de bambú y madera.

## Historia
En la historia tradicional de la lexicografía china, los primeros proto-diccionarios fueron los "Capítulos del historiador Zhou" de la dinastía Zhou oriental Shizhoupian, la dinastía Qin Cangjiepian y la dinastía Han Jijiupian . Los lexicógrafos chinos Heming Yong y Jing Peng dicen que estos textos que ordenaron los caracteres en categorías "actuaron como catalizadores para el nacimiento de los antiguos diccionarios chinos".
Durante el período de los Reinos Combatientes (475-221 a. C.), había una variedad amplia y confusa de caracteres de escritura de sello grande no estandarizados, con la misma palabra escrita de varias maneras diferentes. Después de que el emperador Qin Shi Huang conquistó todos los demás Estados en Guerra y unificó China en 221 a. C., adoptó una propuesta de reforma lingüística hecha por el legalista Li Si y promulgó un decreto de Shutongwen 書同文 "Escribiendo el mismo carácter". Requería usar un sistema de escritura consistente basado en Escritura de sello pequeño, que era comparativamente más simple y fácil de escribir que la Escritura de sello grande. En un idioma logográfico como el chino, la escritura correcta de los caracteres es fundamental para la eficiencia de la transferencia de información.
El emperador ordenó a su canciller y otros dos ministros que compilaran un libro de palabras estándar de caracteres de Pequeño sello en tres partes. La compilación Cangjiepian de 7 capítulos fue supervisada por Li Si, el Yuanlipian 爰歷篇 de 6 capítulos "Explicación de palabras difíciles" de Zhao Gao, y el Boxuepian 博學篇 de 7 capítulos "Conocimiento extenso de las palabras" de Humu Jing 胡毋敬. Simplificaron, estandarizaron y difundieron una escritura estándar nacional por primera vez en China. Estos tres libros de texto se publicaron y circularon oficialmente durante la efímera dinastía Qin (221-206 a. C.).

Los eruditos de principios de la dinastía Han (206 a. C. - 220 d. C.) combinaron estos tres textos de Qin en un solo libro y transcribieron la escritura original de Pequeño sello en la escritura estándar Han Clerical . El Libro de Han de Ban Gu recoge lo siguiente,
los maestros y los eruditos de los pueblos y cortijos combinaron la Cartilla Cangjie, la Cartilla Yuanli  y el Boxuepian en una sola portada y dividieron el libro en cincuenta y cinco capítulos, cada uno de los cuales contenía sesenta caracteres. Este nuevo libro de texto conservó el título original La Cartilla Cangjie.
Este Cangjiepian de 3300 caracteres, comúnmente llamado Sancang 三倉 "Tres Cangs", se hizo popular y fue ampliamente reconocido como el libro de texto estándar para el aprendizaje de caracteres. Se esperaba que los escribas al comienzo del Han pudieran recitar 5.000 caracteres, que es más que el Cangjiepian original.
El Libro de Han  dice además que alrededor del año 60 a. C., durante el reinado del emperador Xuan de Han (r. 74-49 a. C.), el Cangjiepian estaba "lleno de caracteres obsoletos que son difíciles de leer para los maestros ordinarios". El emperador llamó a eruditos que pudieran pronunciarlos correctamente, y se eligió a Zhang Chang . Después de su muerte en el 48 a. C., su nieto político Du Lin 杜林 completó las Colecciones de la exégesis de Cangjie, que la dinastía Sui (518–618) perdió.
El Cangjiepian tenía una grave deficiencia pedagógica: algunos caracteres chinos solo podían entenderse con la ayuda de anotaciones especializadas, y surgieron muchos. El filósofo y filólogo Han Yang Xiong (53 a. C. - 18 d. C.) revisó por primera vez el Cangjiepian y escribió el suplemento Cangjiexunzuan 倉頡訓纂Colecciones de Exégesis Cangjie, que tenía 5340 caracteres. En el reinado del emperador He de Han (88–105 d. C.), Jia Fang 賈魴 compiló otro suplemento llamado Pangxipian滂喜篇.
Durante el período de la dinastía Jin (266–420), Cangjiepian, Xunzuanpian y Pangxipian se combinaron en un libro de 3 capítulos con el título Cangjiepian, también llamado Sancang . Según los Registros de los Tres Reinos (biografía de Jiang Shi), a principios de la dinastía Cao Wei, Zhang Yi (fl. 227-232) escribió Picang 埤倉El glosario de Cangjie aumentado, Guangya La guía amplia lista [sic]  , y Gujin zigu古今字詁 La exégesis de personajes antiguos y contemporáneos . Guo Pu (276–324) escribió un comentario al Sancang, que se ha perdido.
El libro de Fan Ye del Han posterior  dice que cuando Xu Shen comenzó a compilar el Shuowen jiezi, usó diez diccionarios y manuales, incluido el Cangjiepian (versión Sancang incluida), La Cartilla Cangjie, Cangjiezhuan倉頡傳, The Biography of Cangjie, Cangjiexunzuan倉頡訓纂Colecciones de Exégesis Cangjie de Yang Xiong y Du Lin, y Cangjiegu倉頡故 La Exégesis de la cartilla Cangjie.
El Cangjiepian se usó continuamente hasta el final de la dinastía Tang, cuando las últimas copias restantes fueron destruidas durante la Rebelión de Huang Chao (874–884). Varios eruditos de la dinastía Qing (1644-1912) reconstruyeron parcialmente el texto recopilando fragmentos de citas del Cangjiepian en obras como Wenxuan y Taiping Imperial Reader .
Los arqueólogos han descubierto fragmentos de Cangjiepian en varios lugares, incluidos los manuscritos de Dunhuang de las cuevas de Mogao en la provincia de Gansu, en la cuenca del lago Juyan en el extremo occidental de Mongolia Interior y, sobre todo, en el sitio arqueológico de Shuanggudui, ubicado cerca de Fuyang en la provincia de Anhui. En 1977, los arqueólogos excavaron una tumba de la dinastía Han (165 a. C.) en Shuanggudui y descubrieron un alijo de textos escritos en tiras de bambú, incluidos el Yijing y el Chuci . La versión Cangjiepian tiene 541 caracteres, casi el 20 por ciento del trabajo completo, y es más larga y legible que los otros fragmentos; Theobald proporciona imágenes de estas tiras. Los fragmentos de Cangjiepian excavados en el noroeste de China durante las décadas de 1930 y 1970 afirman repetidamente que "Cang Jie inventó la escritura" para instruir a las generaciones posteriores. La presencia del Cangjiepian en varias de las primeras tumbas Han muestra que era, "si no un manual común para la instrucción elemental, al menos no una obra rara".
Si bien algunos académicos concluyen que el Cangjiepian "demostró ser el prototipo de un diccionario chino moderno", creen que el formato de este libro de texto de aprendizaje de caracteres "no era particularmente estandarizado ni consistente a los ojos de un lexicógrafo moderno". Sin embargo, admiten que es innegable que el Cangjiepian "puso una base sólida y dio inicio a una era de brillante en la estandarización de caracteres, la construcción de corpus y la acumulación de material de origen".

## Texto
La edición Cangjiepian de hoja de bambú excavada de la dinastía Han tiene dos características sobresalientes en el diseño: frases rimadas de 4 caracteres que son fáciles de recitar y recordar, y una recopilación de caracteres que está agrupada semánticamente y orientada a gráficos radicales .

Primero, el formato Cangjiepian tiene frases/oraciones rimadas (en chino antiguo del período Qin), de 4 caracteres que son fáciles de recitar y memorizar para los niños. Véase el Prefacio como ejemplo,
Cangjie crea personajes [* s-ta書] para educar a los jóvenes [* sə.lə-s嗣]. Los jóvenes son convocados [* taw-s詔] y deben aprender a ser serios, cautelosos, respetuosos y autodisciplinados [* kˤrək-s戒]. Deben decidirse y estudiar mucho [* sə-loŋ-s誦] y mostrar perseverancia. [sic]   en lectura y recitación día y noche [* trək-s置]. Si son seleccionados para servir como funcionarios en el gobierno [* s-rəʔ史], deben estar calificados para calcular, contabilizar, discriminar el bien del mal y gobernar [* C.lrə治]. Deben ser entrenados para ser las élites [* [ɡ]ur群] y los excepcionales pero no los desviados [* ɢək-s異].
El Cangjiepian adaptó el estilo predominante de escribir poesía china en líneas de 4 caracteres, que se remonta al Clásico de la poesía (siglos XI-VII a. C.). La poesía posterior se compuso en líneas de 5 y 7 caracteres.
Algunos pasajes de Cangjiepian parecen incongruentes para un manual infantil, por ejemplo (citado por Yan Zhitui ), "La dinastía Han se anexiona el mundo entero y todos los reinos observan sus decretos. Su decisión será como matar cerdos y derribar las cercas. Porque aquellos reinos que desobedezcan, serán denunciados, suprimidos y destruidos".
En segundo lugar, el Cangjiepian recopiló caracteres sobre la base de campos semánticos (ya utilizados en el diccionario Erya del siglo III a. C.) y radicales gráficos (utilizados más tarde en el 121 EC Shuowen Jiezi ).
Algunas secciones proporcionan caracteres para palabras que son sinónimos, antónimos o semánticamente relacionados. Un ejemplo de palabras que significan "largo" es: cùn寸 "pulgada", báo薄 "delgado", hòu厚 "grueso", guǎng廣 "ancho", xiá狹 "estrecho", hǎo好 "bueno", chǒu醜 "feo", cháng長 "largo" y duǎn短 "corto".
Otras secciones dan caracteres que comparten un radical común y, además, la secuencia de radicales generalmente se parece a la secuencia de los 540 radicales en el Shuowenjiezi . Por ejemplo, el " radical puerta " 門 (que generalmente se usa para escribir palabras semánticamente relacionadas con "puertas") se ve en la secuencia kāi 開 "abrir", bì 閉 "cerrar", mén 門 "puerta", y lǘ閭 "pueblo" caen bajo el título de, porque sus significados están todos relacionados con el concepto de "puerta". Por otro lado, " el radical para enfermedad " 疒 (visto en muchos caracteres que denotan "enfermedad; dolencia") se ve en todas menos una de las series bìng 病 "enfermedad", kuáng 狂 (con el " radical de can " 犭) "demencia", cī疵 "mancha", gāng 疕 "llagas en la cabeza", chèn 疢 "fiebre" y yáng 瘍 "dolor". Además, algunos pasajes cangjiepianos explican las extensiones semánticas y la polisemia, como "措 significa 置"manejar", también 安"arreglar" y también 施"implementar".
El Cangjiepian original no tenía notas explicativas para caracteres y palabras difíciles, pero algunas ediciones recibidas tienen interpretaciones y glosas agregadas a los caracteres, que obviamente son agregados de eruditos de períodos posteriores. El diccionario de la dinastía Tang de Xuan Ying (玄應), el Yiqie jing yinyi "Pronunciación y significado en el Tripitaka " cita el Cangjiepian  para decir, 痏創也 音如鮪魚之鮪, " Wěi痏 [también pronunciado yáng o yòu ] significa chuàng 創 "herida", y se pronuncia como el pez wěi鮪 "esturión".